# Santa Catalina (Negros Oriental)
Santa Catalina è una municipalità di seconda classe delle Filippine, situata nella Provincia di Negros Oriental, nella regione di Visayas Centrale.
Santa Catalina è formata da 22 baranggay:
- Alangilan
- Amio
- Buenavista
- Caigangan
- Caranoche
- Cawitan
- Fatima
- Kabulacan
- Mabuhay
- Manalongon
- Mansagomayon

- Milagrosa
- Nagbalaye
- Nagbinlod
- Obat
- Poblacion
- San Francisco
- San Jose
- San Miguel
- San Pedro
- Santo Rosario
- Talalak